# اس‌اس واهیحه (۱۹۲۲)

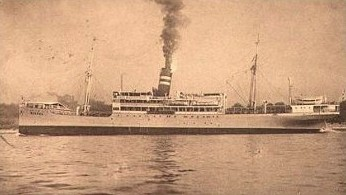

اس‌اس واهیحه (۱۹۲۲) (به انگلیسی: SS Wahehe (1922)) یک زیردریایی بود که طول آن ۳۶۱ فوت ۲ اینچ (۱۱۰٫۰۸ متر) بود. این زیردریایی در سال ۱۹۲۲ ساخته شد.